# Crismery Santana
Crismery Dominga Santana Peguero (ur. 20 kwietnia 1995 w San Pedro de Macorís) – dominikańska sztangistka, brązowa medalistka igrzysk olimpijskich i mistrzostw świata.
Na igrzyskach olimpijskich w Tokio w 2020 roku wywalczyła brązowy medal w wadze ciężkiej. W zawodach tych wyprzedziły ją jedynie Chinka Wang Zhouyu i Tamara Salazar z Ekwadoru. Brązowy medal zdobyła także podczas mistrzostw świata w Aszchabadzie w 2018 roku, plasując się za Chinką Ao Hui i Kim Un-ju z Korei Północnej. Ponadto na rozgrywanych rok później igrzyskach panamerykańskich w Limie była druga w tej samej kategorii wagowej.